# (2236) Austrasia
(2236) Austrasia (1933 FX; 1934 TE; 1941 SG2; 1959 SB; 1962 JT; 1969 EZ; 1976 GY; 1977 RV) ist ein Asteroid des inneren Hauptgürtels, der am 23. März 1933 vom deutschen Astronomen Karl Wilhelm Reinmuth an der Landessternwarte Heidelberg-Königstuhl auf dem Königstuhl bei Heidelberg (IAU-Code 024) entdeckt wurde.

## Benennung
(2236) Austrasia wurde nach Austrasien, dem östlichen Teil des Fränkischen Reichs benannt, das vom sechsten bis zum achten Jahrhundert bestand. Große Teile östlich und westlich des Rheins gehörten zum Königreich, dessen Hauptstadt Metz in Grand Est (heutiges Frankreich) war. Die Benennung wurde vom US-amerikanischen Astronomen Edward L. G. Bowell (1943–2023) vorgeschlagen, der eine der Daten des Asteroiden entdeckt hatte.